# Camila Morgado
Camila Ribeiro da Silva (født 12. april 1975 i Petrópolis, Brasilien) er en brasiliansk skuespiller.